# Аксуат (Мендикаринський район)
Аксуа́т (каз. Ақсуат) — село у складі Мендикаринського району Костанайської області Казахстану. Входить до складу Соснівського сільського округу.
Населення — 94 особи (2021; 217 у 2009, 275 у 1999, 343 у 1989).